# Dira Paes
Ecleidira Maria Fonseca Paes (Abaetetuba, 30 de junio de 1969), más conocida por su nombre artístico Dira Paes, es una actriz brasileña.

## Filmografía

### Televisión
| Año       | Título                        | Personaje                                     |
| --------- | ----------------------------- | --------------------------------------------- |
| 1990      | Araponga                      | Nina (Nininha)                                |
| 1995      | Irmãos Coragem                | Potira                                        |
| 1998      | Dona Flor e Seus Dois Maridos | Celeste                                       |
| 1999      | Chiquinha Gonzaga             | Vitalina                                      |
| 1999      | La fuerza del deseo           | Palmira                                       |
| 2003-2007 | A Diarista                    | Solineuza/Sônia Neiva                         |
| 2004      | Um Só Coração                 | Magnólia Cavalcanti                           |
| 2008      | Casos e Acasos                | Gisele                                        |
| 2009      | India, una historia de amor   | Norma Almeida (Norminha)                      |
| 2010      | Cuchicheos                    | Marta Moura                                   |
| 2011      | Fina estampa                  | Celeste Souza Fonseca                         |
| 2012      | As Brasileiras                | Cleonice (episodio: "A Doméstica de Vitória") |
| 2012      | La guerrera                   | Lucimar dos Santos                            |
| 2014      | Amores robados                | Celeste Cavalcanti                            |
| 2014      | La Fiesta                     | Rosa Nolasco                                  |
| 2016      | Velho Chico                   | Beatriz                                       |
| 2019      | Verão 90                      | Janaína Guerreiro                             |
| 2022      | Pantanal (telenovela de 2022) | Filomena Aparecida (Filó)                     |

### Cine

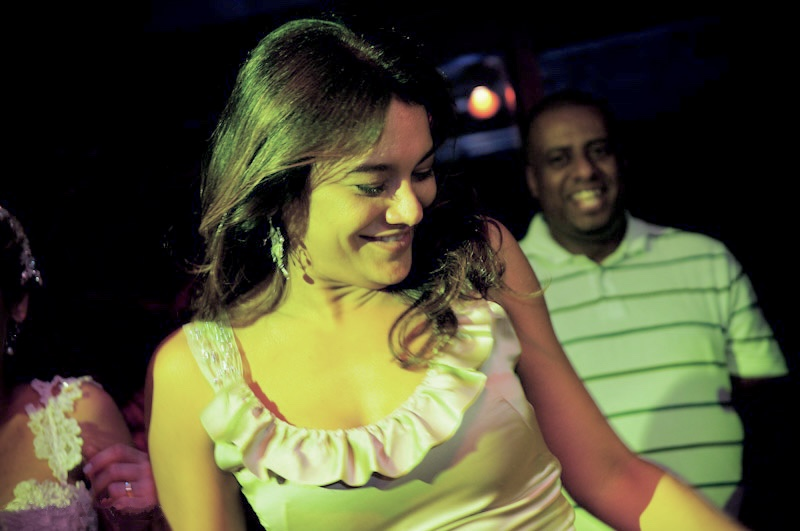
Dira Paes en 2009.

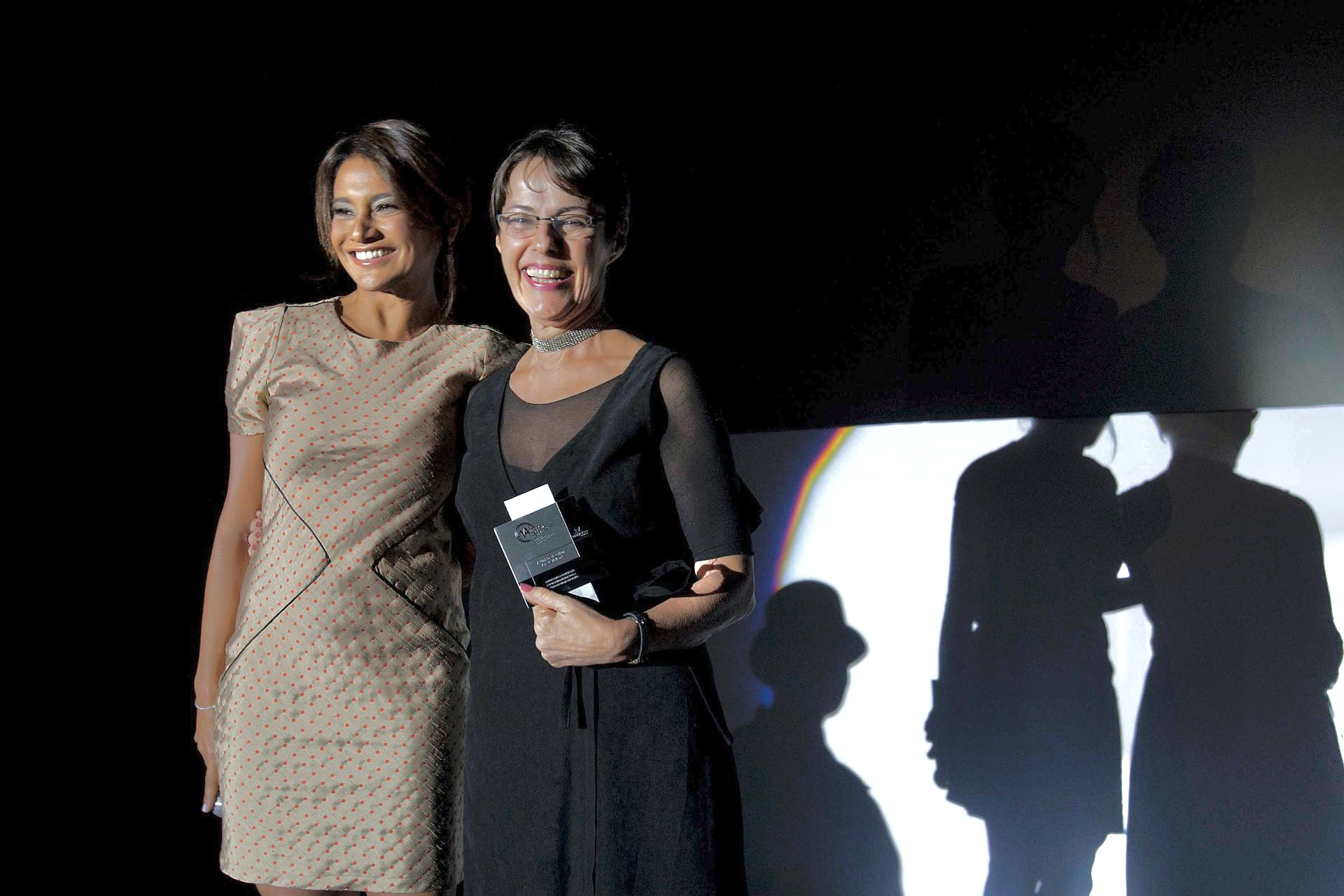
Dira Paes y Ana de Hollanda, en la 14.ª edición del Festival de Cine de Tiradentes

| Año  | Título                                  | Personaje                  |
| ---- | --------------------------------------- | -------------------------- |
| 1985 | The Emerald Forest                      | Kachiri                    |
| 1987 | Ele, o Boto                             | Corina                     |
| 1987 | Au Bout du Rouleau                      |                            |
| 1988 | Land                                    |                            |
| 1990 | Corpo em Delito                         |                            |
| 1994 | Obra do Destino                         |                            |
| 1996 | Corisco & Dadá                          | Dadá                       |
| 1997 | Anahy de las Misiones                   | Luna                       |
| 1998 | Lendas Amazônicas                       |                            |
| 1999 | Castro Alves - Retrato Falado do Poeta  |                            |
| 2000 | Cronicamente Inviável                   | Amanda                     |
| 2000 | Vida e Obra de Ramiro Miguez            |                            |
| 2001 | O Casamento de Louise                   | Luiza                      |
| 2002 | Amarillo mango                          | Kika                       |
| 2002 | Lua Cambará - Nas Escadarias do Palácio | Lua Cambará                |
| 2003 | Noite de São João                       | Joana                      |
| 2004 | Meu Tio Matou um Cara                   | Cléia                      |
| 2005 | Celeste & Estrela                       | Celeste Espírito Santo     |
| 2005 | Incuráveis                              |                            |
| 2005 | 2 Filhos de Francisco                   | Helena Siqueira de Camargo |
| 2006 | Baixio das Bestas                       | Bela                       |
| 2006 | Mulheres do Brasil                      | Júlia                      |
| 2007 | Ó Paí, Ó                                | Psilene                    |
| 2007 | A Grande Família - o Filme              | Marina                     |
| 2008 | A Festa da Menina Morta                 | Diana                      |
| 2010 | Ribeirinhos do Asfalto                  | Rosa                       |
| 2010 | Matinta                                 | Walkíria                   |
| 2010 | Amazônia Caruana                        | Cotinha                    |
| 2011 | Estamos Juntos                          | Leonora                    |
| 2012 | Sudoeste                                | Conceição                  |
| 2012 | E Aí... Comeu?                          | Leila                      |
| 2012 | A Beira do Caminho                      | Rosa                       |
| 2015 | Órfãos do Eldorado                      | Florita/Dinaura            |
| 2016 | O País do Cinema                        |                            |
| 2017 | Redemoinho                              | Toninha                    |
| 2017 | Lino - O Filme                          |                            |